# Stefano V Báthory
István V Báthory, noto anche col nome italianizzato di Stefano V Báthory (1430 – 1493), è stato un nobile e militare ungherese.
Fu Dapiferorum regalium magister (1458–?), giudice reale (1471–1493) e voivoda di Transilvania (1479–1493). Salì al potere all'epoca di re Mattia Corvino d'Ungheria e dopo la morte del sovrano si schierò con Ladislao Jagellone di Boemia e poi assieme a Pál Kinizsi sconfisse il principe Giovanni Corvino nella Battaglia di Csonthegy (1493). Per la crudeltà dimostrata in Transilvania, specialmente contro gli Siculi (Trabsilvania), venne deposto dal re nel 1493 e morì poco dopo.

## Biografia

### La carriera militare al fianco di Vlad III Dracula

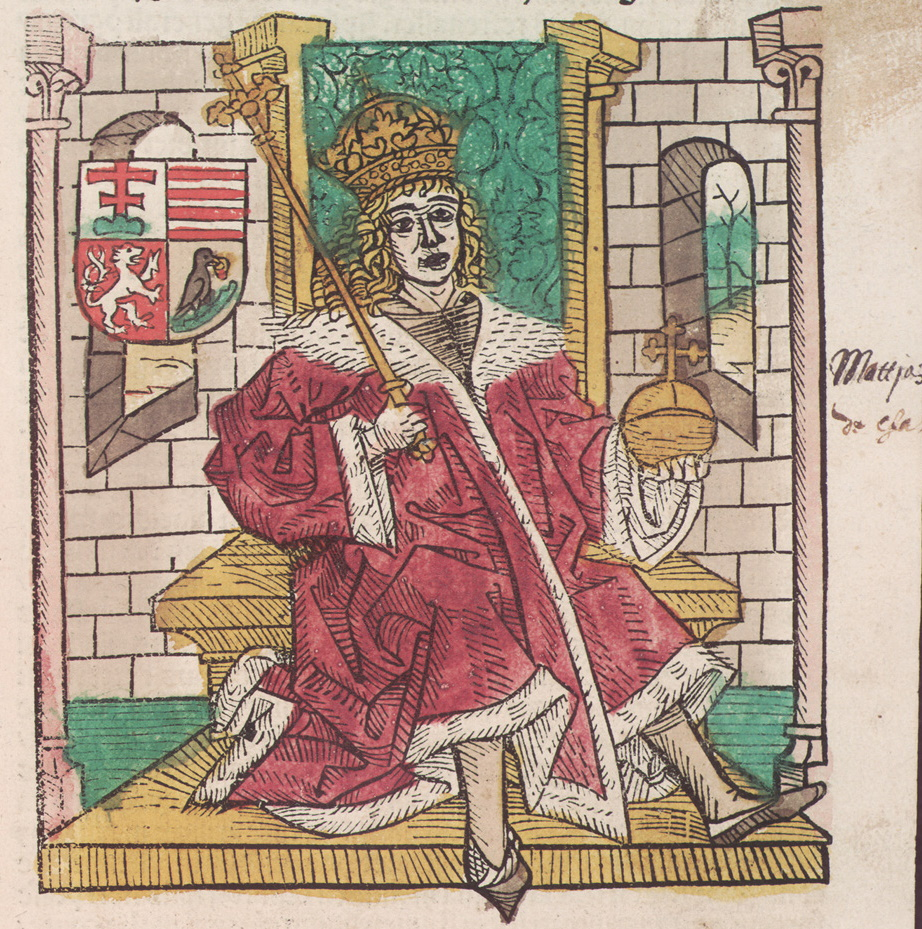
Mattia Corvino rappresentato nella Chronica Hungarorum di Johannes de Thurocz

Membro della potente ed influente famiglia nobile ungherese dei Báthory, nel 1467 prese parte alla sconfitta della Moldavia nella Battaglia di Baia. Nel 1476, Mattia Corvino decise di supportare Vlad III Dracula nelle sue pretese sul trono della Valacchia contro Basarab Laiotă. Egli pensò di nominare Báthory supremo comandante di un esercito di 8000 fanti e 13.000 cavalieri, ma dal momento che Báthory aveva ancora poca esperienza sul campo, "la gestione venne affidata a Dracula stesso ed al despota serbo Vuk Brancovic. Dracula e Báthory avevano già combattuto in Bosnia, dove Báthory venne inviato da Corvino a liberare certi sovrani locali. La nuova campagna militare includeva truppe ungheresi, moldave e valacche, con l'assistenza di un piccolo contingente serbo. Dracula scrisse a suo cugino, il principe Stefano III di Moldavia di aspettarlo per unire i due eserciti, ma questa unione venne ritardata dai movimenti delle truppe ungheresi che portarono alla sconfitta di Stefano nella Battaglia di Valea Albă il 26 luglio 1476. Il 18 agosto le due armate si unirono ed aiutarono Stefano a vendicarsi dei turchi in Moldavia. Dopo una consultazione che ebbe luogo nella città di Braşov, Dracula, Báthory e Brancovic invasero la Valacchia dalla Transilvania del sud con un esercito di 35.000 uomini oltre a 15.000 uomini al comando di Stefano attaccanti da est. L'offensiva di Dracula iniziò al principio di novembre del 1476 e sconfisse l'esercito di Laiotă che consisteva in 18.000 uomini a Rucăr, al confine valacco-transilvano. Both armies lost around 10,000 men.

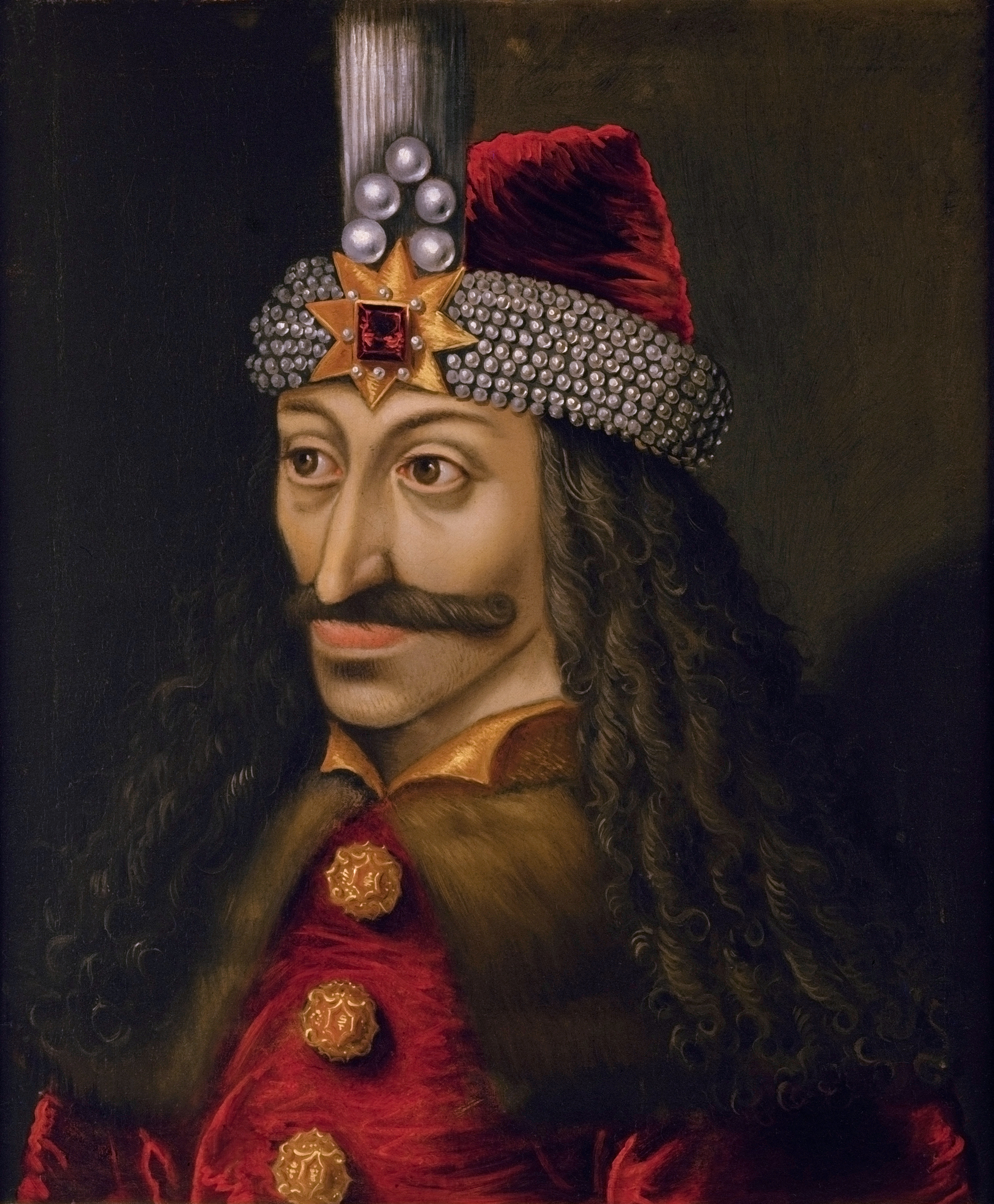
Ritratto di Vlad III ad Innsbruck, Castello di Ambras

L'8 novembre, Dracula catturò la capitale di Târgovişte dove si incontrò con Stefano. I due si giurarono eterna alleanza e quando a loro si unì Istivan V Báthory, organizzarono una crociata contro i turchi. L'11 novembre, Báthory fece rapporto agli ufficiali della città di Sibiu che gran parte della Valacchia era nelle mani di Dracula e che "tutti i boiardi sono con noi" e "gli ultimi si uniranno a noi".
Il 16 novembre, Bucarest cadde nelle mani dell'esercito di Báthory ed il 26 novembre, Dracula venne ufficialmente intronato come principe di Valacchia per la terza volta nella sua vita. Dopo che Stefano e Istivan Báthory si furono ritirati dalla Valacchia, Laiotă tornò in Valacchia con un esercito per reclamare il suo trono. Nel dicembre di quell'anno, Laiota e Dracula si scontrarono in battaglia e fu l'ultima per il gran principe di Transilvania che rimase ucciso sul campo.

### La Battaglia del Campo del Pane
Nel 1479, Báthory venne nominato governatore della Transilvania ed alla fine di agosto del 1479 una spedizione ottomana proveniente dalla Bosnia e comandata da dodici pascià invase la Transilvania con 43.000 uomini. I turchi si muovevano velocemente lungo le terre balcaniche e nel contempo le saccheggiavano, dando così a Báthory ben poco tempo per raccogliere la sua milizia a Sibiu. Pál Kinizsi, bano di Timișoara, promise aiuto a Báthory. Quando Báthory si avvicinò a Sebeş, Ali Bey, uno dei pascià turchi, si era da poco posto col suo accampamento tra Mureş e Sebeş, totalmente ignaro del fatto che Kinizsi si stesse dirigendo verso di lui.
La mattina del 13 ottobre, Báthory apparve su "un'altura alle spalle di un ruscello." Ali venne costretto a rimanere sul campo per coprire un'eventuale fuga." Báthory ordinò al suo esercito di prepararsi per la battaglia: i suoi 3000 sassoni transilvani, supportati da una seconda linea di valacchi transilvani, raggiunsero il fianco destro del fiume Mureş, mentre gli ungheresi raggiunsero il fianco sinistro e la cavalleria pesante venne posta al centro. I capi ottomani erano stati colti di sorpresa ed i preparativi ritardarono lo scontro; dopo "tre ore di attesa, Báthory, confidando nel fatto che Pál Kinizsi arrivasse a momenti, diede l'ordine di attaccare." I sassoni transilvani aprirono lo scontro, ma vennero battuti; i valacchi transilvani seguirono la medesima sorte, con molti morti e feriti e quindi toccò alla linea ungherese. Báthory caricò con la sua cavalleria pesante, ma cadde da cavallo; questo fatto sconvolse fortemente i suoi compagni militari che interpretarono questo fatto come un cattivo presagio e gli consigliarono di darsi alla fuga e ritirarsi presso le montagne locali. Ignorando il consiglio, Báthory proseguì a capo della sua cavalleria, caricando la prima linea ottomana con grande impeto e riuscendo a vincerla. Ali a questo punto caricò con la sua cavalleria e la battaglia perdurò per tre ore. Báthory venne gravemente ferito in sei punti; "il suo cavallo gli era stato ucciso sotto la sella". Circondato da un "muro di cadaveri" e temendo per la sua vita, era sul punto di perdere lo scontro quando l'armata di Kinizsi apparve sulla collina con tamburi e trombe per farsi notare al nemico. Circa 900 serbi al comando di Demeter Jakšić assistiti da "numerosi cortigiani del re" caricarono i turchi. I turchi, colti di sorpresa, vennero macellati dalla furia di Kinizsi che riuscì a salvare Báthory.
I pochi turchi che sopravvissero al massacro si rifugiarono sui monti circostanti l'area, dove comunque la maggior parte di loro venne uccisa dalla popolazione locale. Ali, che parlava regolarmente il rumeno si vestì con abiti contadini e si ritirò in Valacchia. Circa 30.000 turchi morirono in battaglia mentre Báthory perse 8000 ungheresi e 2000 tra transilvani sassoni e valacchi. I due comandanti festeggiarono insieme alle loro truppe e Kinizsi raccolse un cadavere di un turco per danzarvi insieme dalla gioia.

### Gli ultimi anni
Báthory venne accusato di utilizzare una eccessiva crudeltà contro gli Székely in Transilvania e venne deposto dal suo ruolo di voivoda da Ladislao II nel 1493. Morì poco dopo.